# Vườn quốc gia Kepulauan Togean
Vườn quốc gia Kepulauan Togean là một vườn quốc gia bảo vệ hệ sinh thái chủ yếu là khu vực biển bao gồm cả quần đảo Togian, gần đảo Sulawesi, Indonesia.